# Єдиноріг (гаубиця)

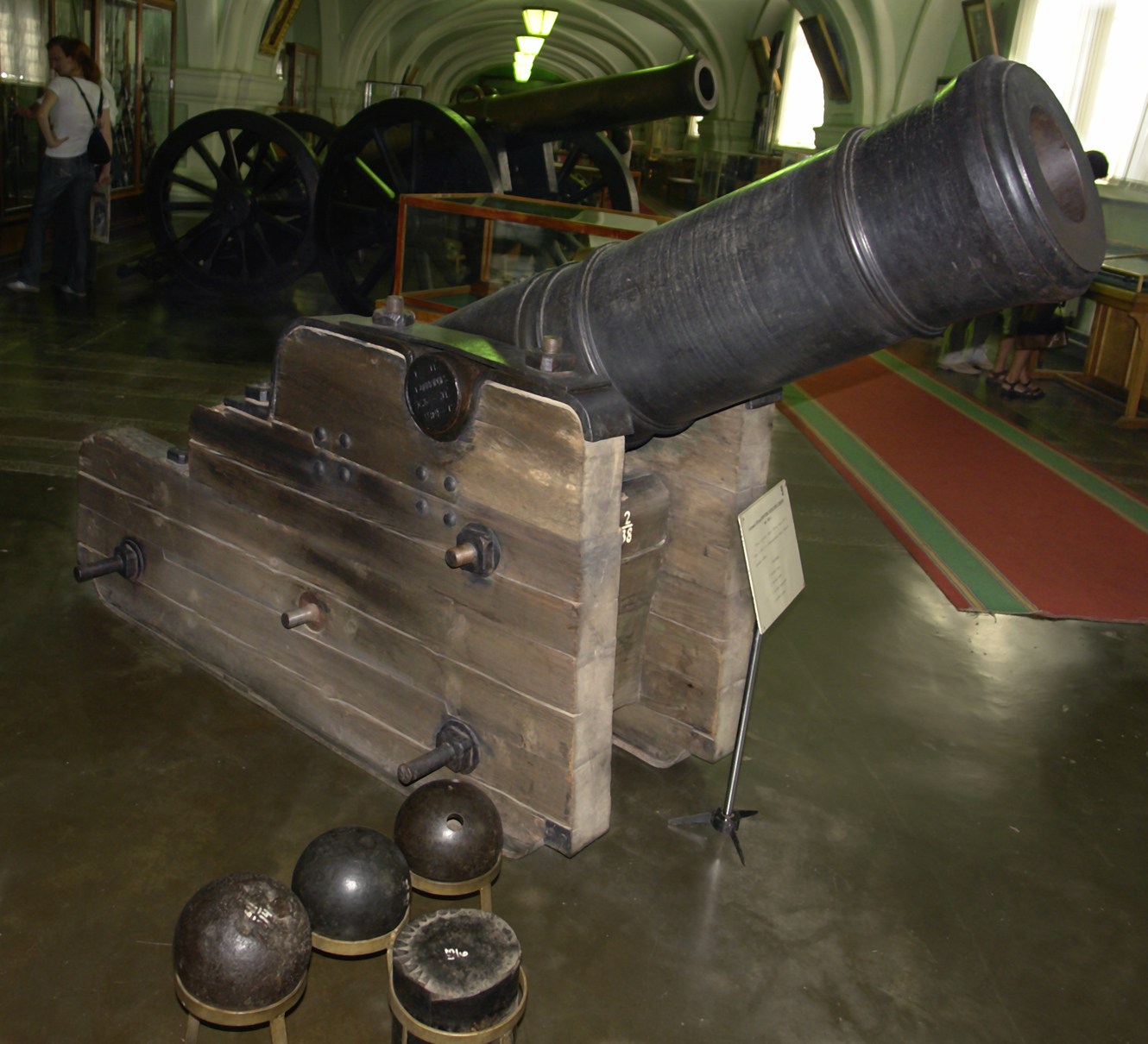
Пудовий короткий фортечний єдиноріг зразка 1805 року

Єдинорі́г (рос. единорог) — старовинна російська гладкоствольна гармата-гаубиця. Стрільба з єдинорогів здійснювалася ядрами, розривними і запальними гранатами, бомбами і картеччю.

## Історія

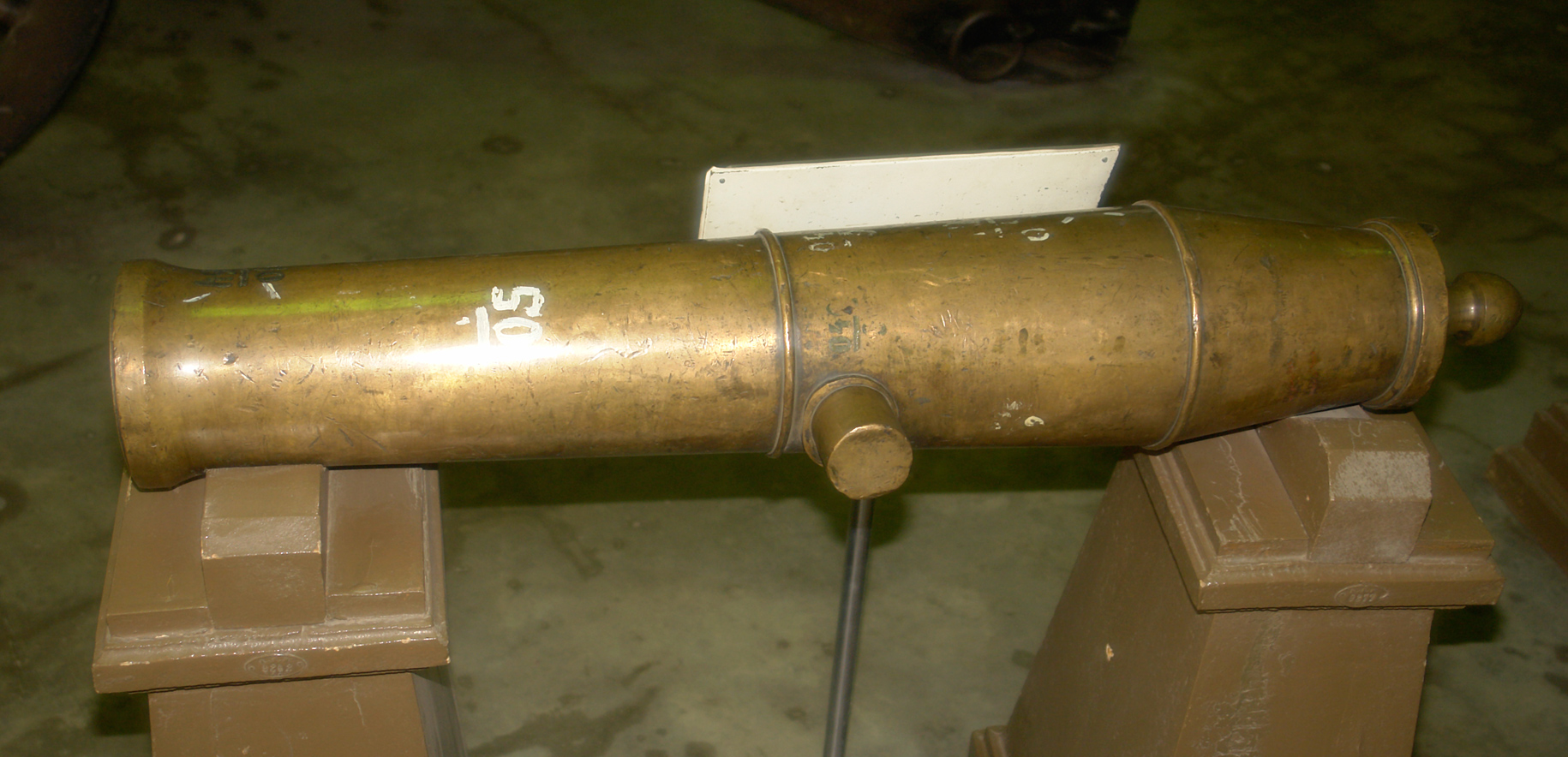
78-мм дослідний єдиноріг

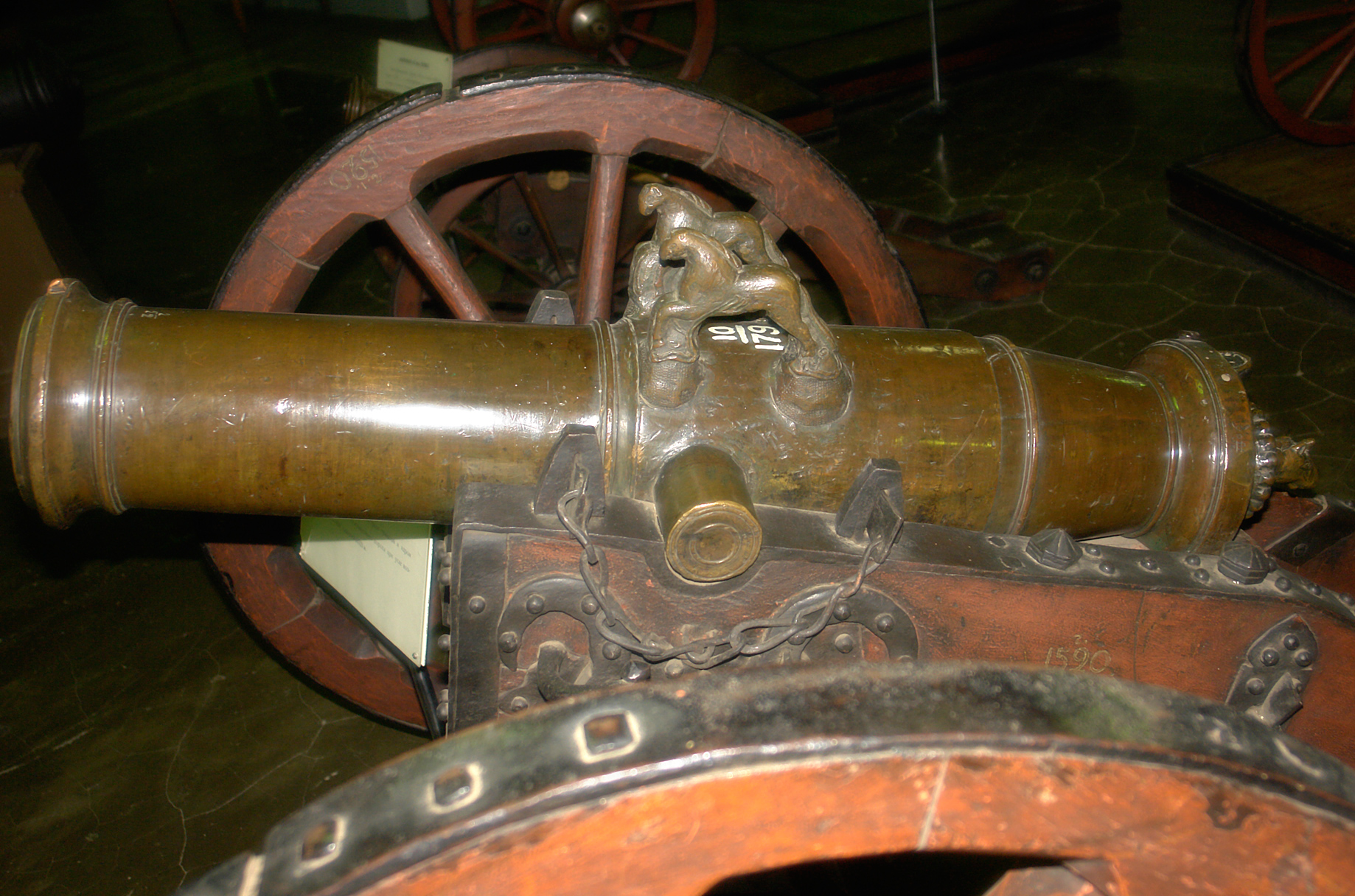
Ствол 107-мм полкового єдинорога другої половини XVIII ст., з «дельфінами» і винградом

Єдиноріг був винайдений в 1757 році російським артилеристом М. В. Даниловим спільно з С. А. Мартиновим; на озброєння поставлений графом П. І. Шуваловим. Назву отримав за геральдичним єдинорогом, що був зображений на гербі Шувалових. Образ тварини використовувався і в декорі стволів перших зразків: винград виконували у формі голови єдинорога, скоби-«дельфіни» — у вигляді єдинорогів на чотирьох ногах.
Єдинороги являли собою довгі гаубиці — установки, проміжні між гарматами і гаубицями, універсальні за використовуваними боєприпасами (могли стріляти ядрами, бомбами, картеччю і брандкугелями). Перевагами єдинорогів були можливість прицільної стрільби розривними снарядами і значно велика рухомість порівняно з менш дієвими ранішими гарматами і гаубицями.
Єдинороги застосовувалися в російській артилерії як облогові, польові, кінні і гірські гармати, а також на флоті. Завдяки таким гарматам артилерія дістала можливість супроводжувати свою піхоту в бою, ведучи вогонь через голови бойових порядків.
Єдинороги використовувалися понад 100 років, аж до впровадження у війська нарізних гармат. У першій половині XIX століття гармати виробляв Луганський чавуноливарний завод. Окремі екземпляри залишалися в деяких фортецях аж до початку XX століття.

## Опис

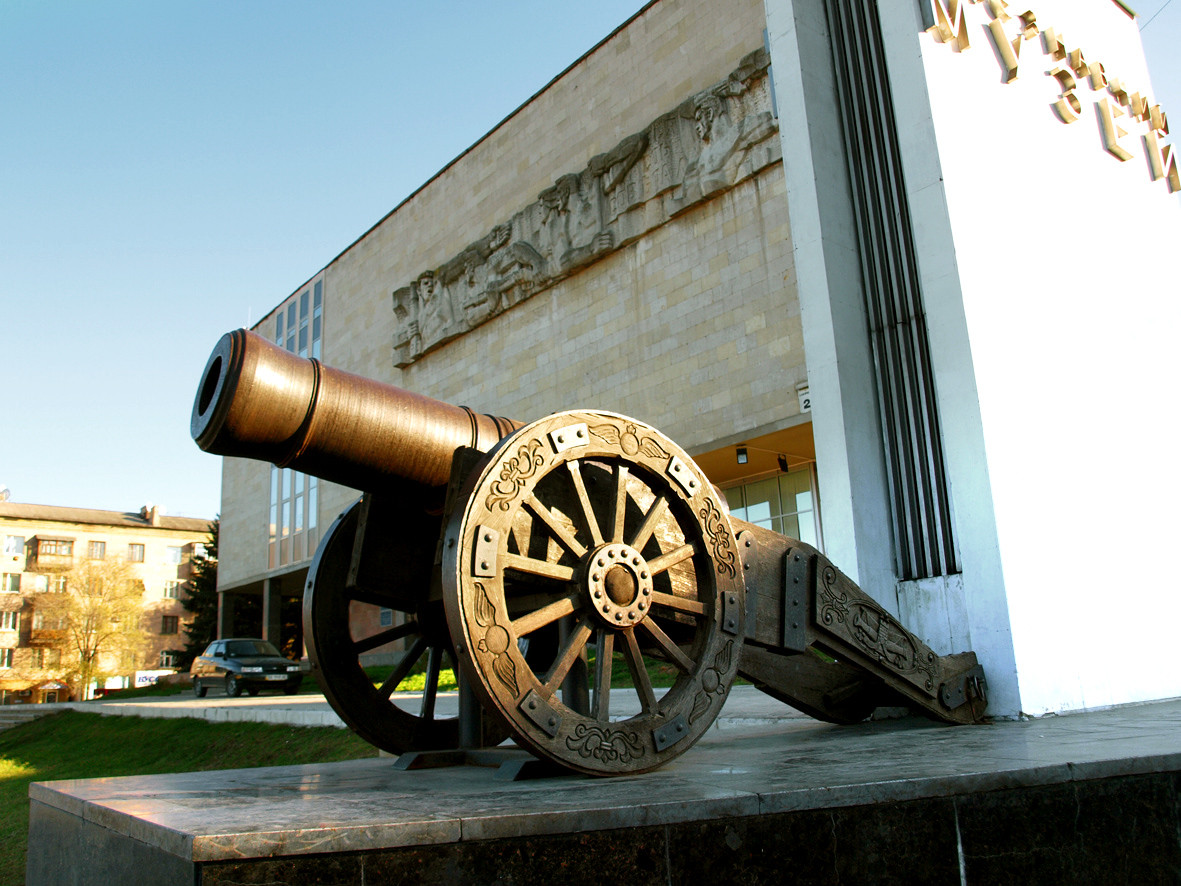
Фортечна гаубиця «Єдиноріг», відлита у 1814 році на Луганському ливарному заводі

Основними відмітними особливостями єдинорогів були стволи завдовжки 7,5—12,5 калібрів і використання ядер масою від 4 фунтів до 3 пудів (від 1,8 до 40 кг, калібр 246 мм), що забезпечувало дальність стрільби до 4 км. Іншою характерною рисою була наявність зарядної камори конічної форми, яка прискорювала заряджання майже вдвічі. Для чищення такої камори використовували спеціальний банник, що також був конічним, а чищення ствола здійснювалося звичайним циліндричним банником.
Існувало кілька калібрів єдинорогів, найбільшим з яких був 2-пудовий, використовуваний як у польовій, так і в облоговій артилерії. Бомби з нього мали майже такий самий ефект, як ядра 24-фунтової гармати, а постріл картеччю був у 8 разів ефективнішим за картеч цієї самої гармати. Дальність пострілу перевершувала вдвічі дальність 2-пудової мортири. Але через свою руйнівну дію на лафет 2-пудовий єдиноріг невдовзі був знятий з озброєння.